# Auronzo di Cadore
Auronzo di Cadore (häufig kurz Auronzo, bis 1961 auch offizieller Name der Gemeinde, ladinisch Auronze, deutsch veraltet Obrentsch) ist eine Gemeinde mit 3047 Einwohnern (Stand 31. Dezember 2023) im Norden Italiens in der Provinz Belluno.

## Geographie

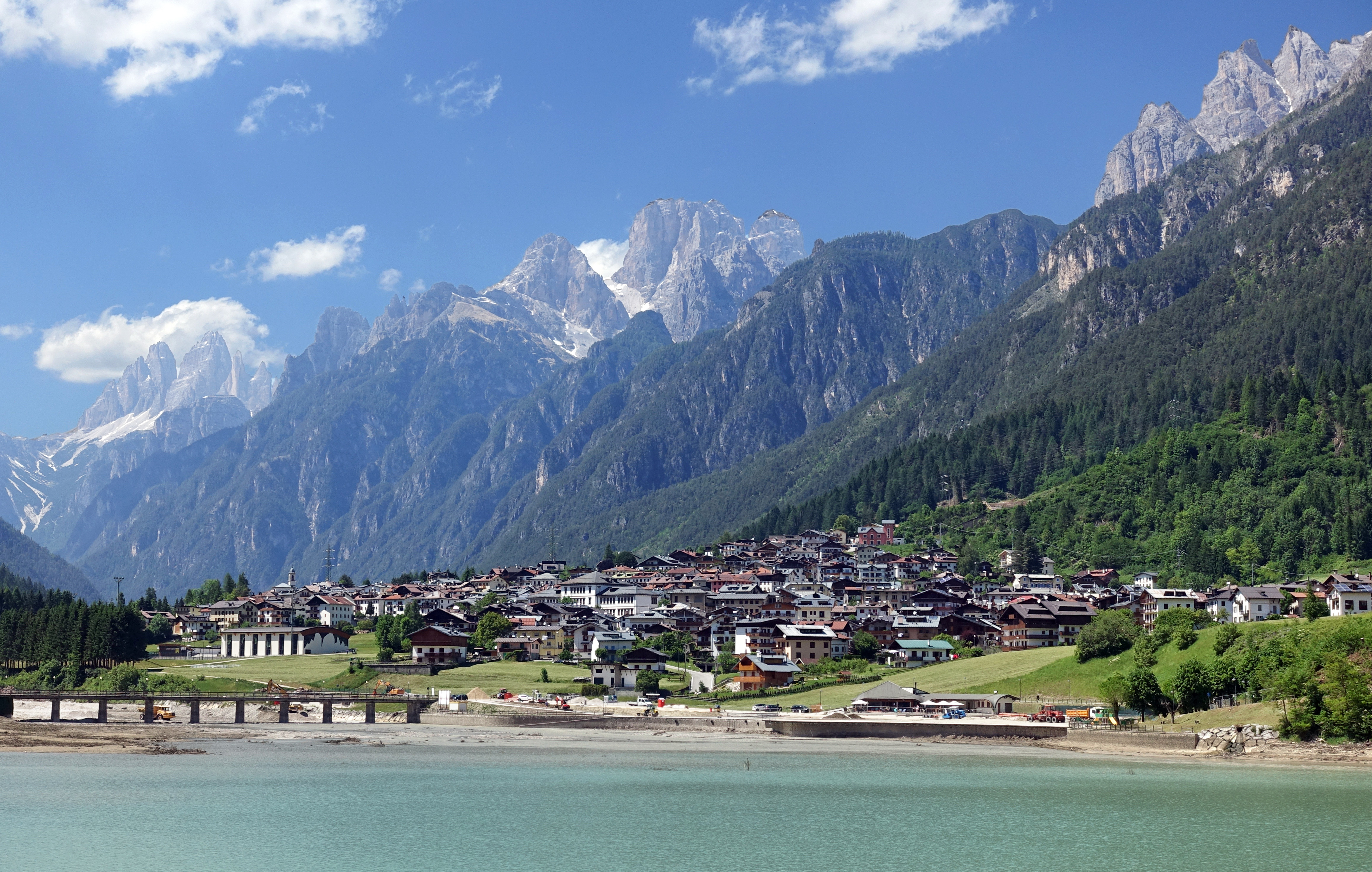
Auronzo

Karte von Auronzo und Umgebung

Auronzo liegt im Cadore im Tal des Flusses Ansiei, eines Nebenflusses des Piave, der hier seit den 1930er Jahren zum Lago di Santa Caterina aufgestaut wird. Das Gemeindegebiet ist größtenteils gebirgig. Südwestlich liegt die Marmarolegruppe und westlich liegt die Cadini-Gruppe, der südliche Teil der Sextener Dolomiten.
Weitere Ortsteile neben dem Hauptort Auronzo sind Misurina am Misurinasee (25 Straßenkilometer entfernt) und Cima Gogna (5 km entfernt).
Nachbargemeinden sind im Norden Toblach und Sexten in Südtirol, im Osten Comelico Superiore, Danta di Cadore und Santo Stefano di Cadore, im Süden Vigo di Cadore, Calalzo di Cadore, Lozzo di Cadore und San Vito di Cadore und im Westen Cortina d’Ampezzo.

## Geschichte und Wirtschaft
Vom 2. bis 4. Jahrhundert nach Christus lag in Auronzo eine römische Kultstätte. Während des Gebirgskrieges 1915–1918 war das Gemeindegebiet Schauplatz heftiger Kämpfe.
Bis zur Mitte des 19. Jahrhunderts war die Wirtschaft des Ortes von Bergbau und Holzwirtschaft geprägt. Heute ist der Tourismus wichtigster Wirtschaftsfaktor; Auronzo gilt als einer der wichtigsten Fremdenverkehrsorte im Cadore.

## Sehenswürdigkeiten
Als Sehenswürdigkeiten gelten
- der Misurinasee und die Dolomiten, insbesondere die Drei Zinnen mit der Auronzohütte,
- das Kriegsmuseum und das Freilichtmuseum des Ersten Weltkrieges am Monte Piana,
- die Kirche Santa Giustina[6] und
- die katholische Pfarrkirche San Lucano Vescovo. Sie wurde in den Jahren 1851 bis 1856 nach Plänen des Architekten Giuseppe Segusini (1801–1876) als Kuppelbau errichtet. Die Schnitzarbeiten stammen von Valentino Panciera Besarèl (1829–1902) aus dem Val di Zoldo und die Malereien vom Belluneser Maler Giovanni De Min (1786–1859). Das Gebäude hat einen achteckigen Grundriss mit quadratischem Hochaltarraum. Neben der Kirche steht der im Jahre 1927 errichtete Glockenturm an der Stelle der früheren Kirche des Ortes, die in gotischem Stil im Jahre 1439 erbaut wurde. Sie wiederum ersetzte eine Kirche an gleicher Stelle aus dem Jahre 1352.

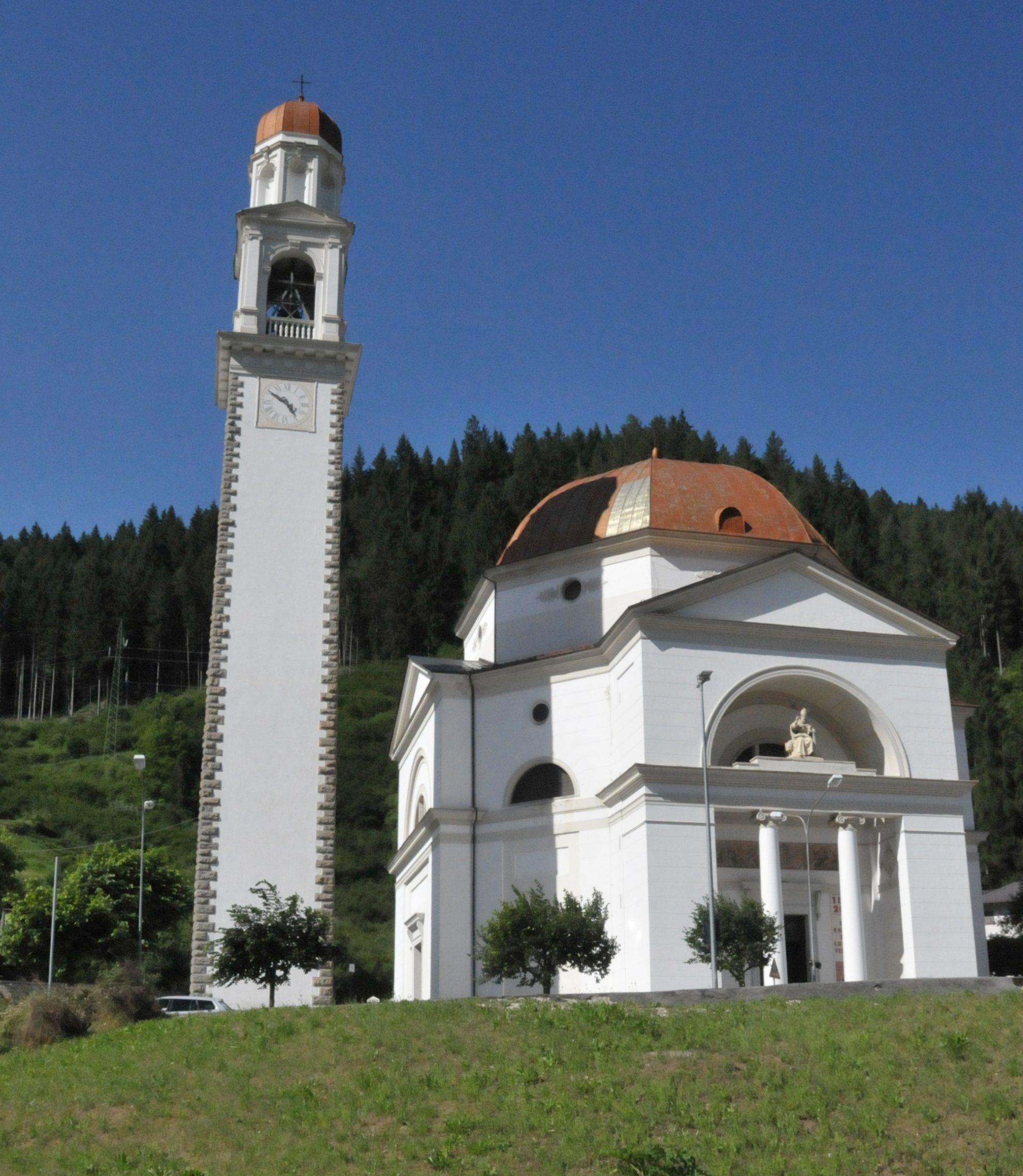
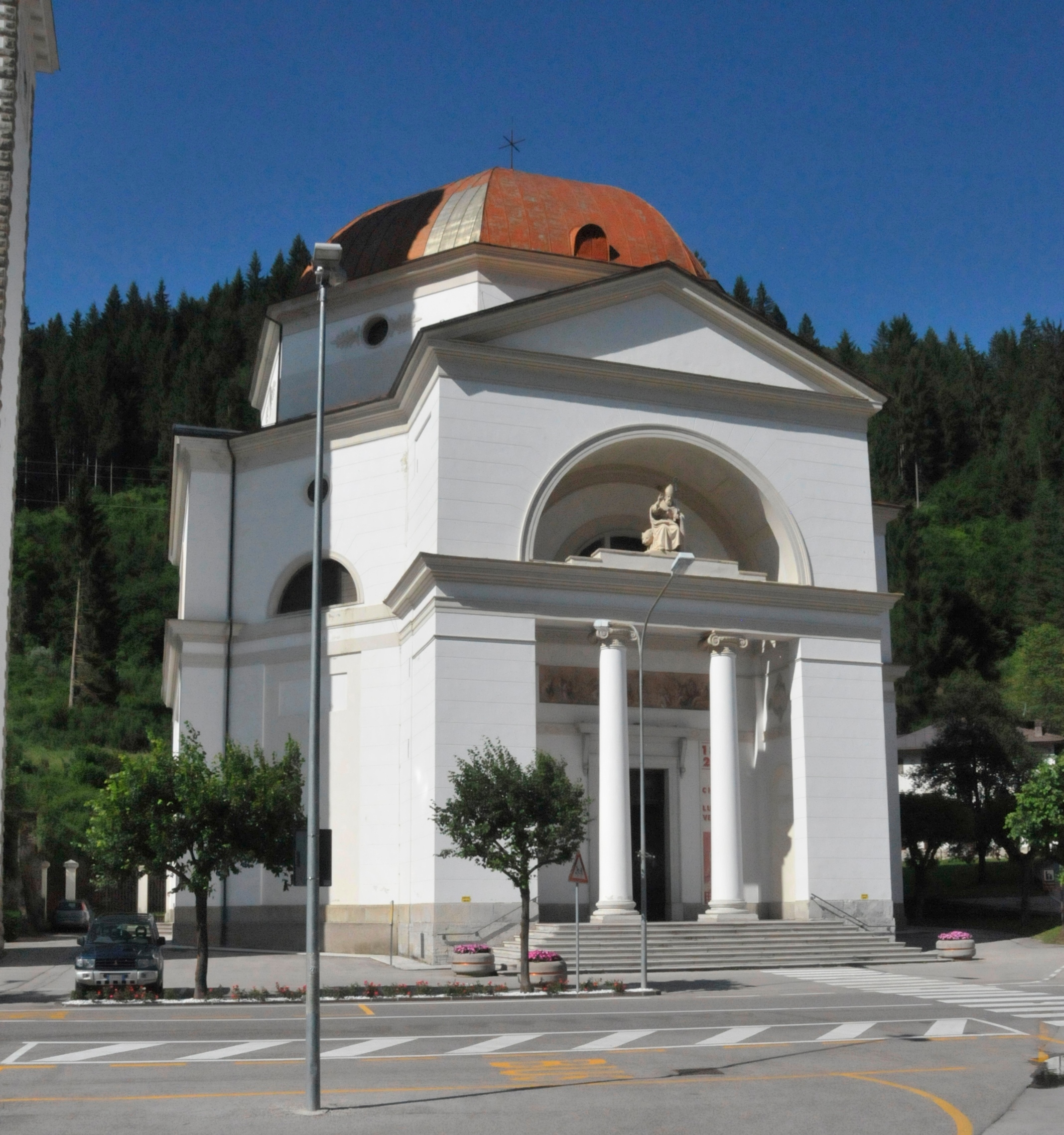
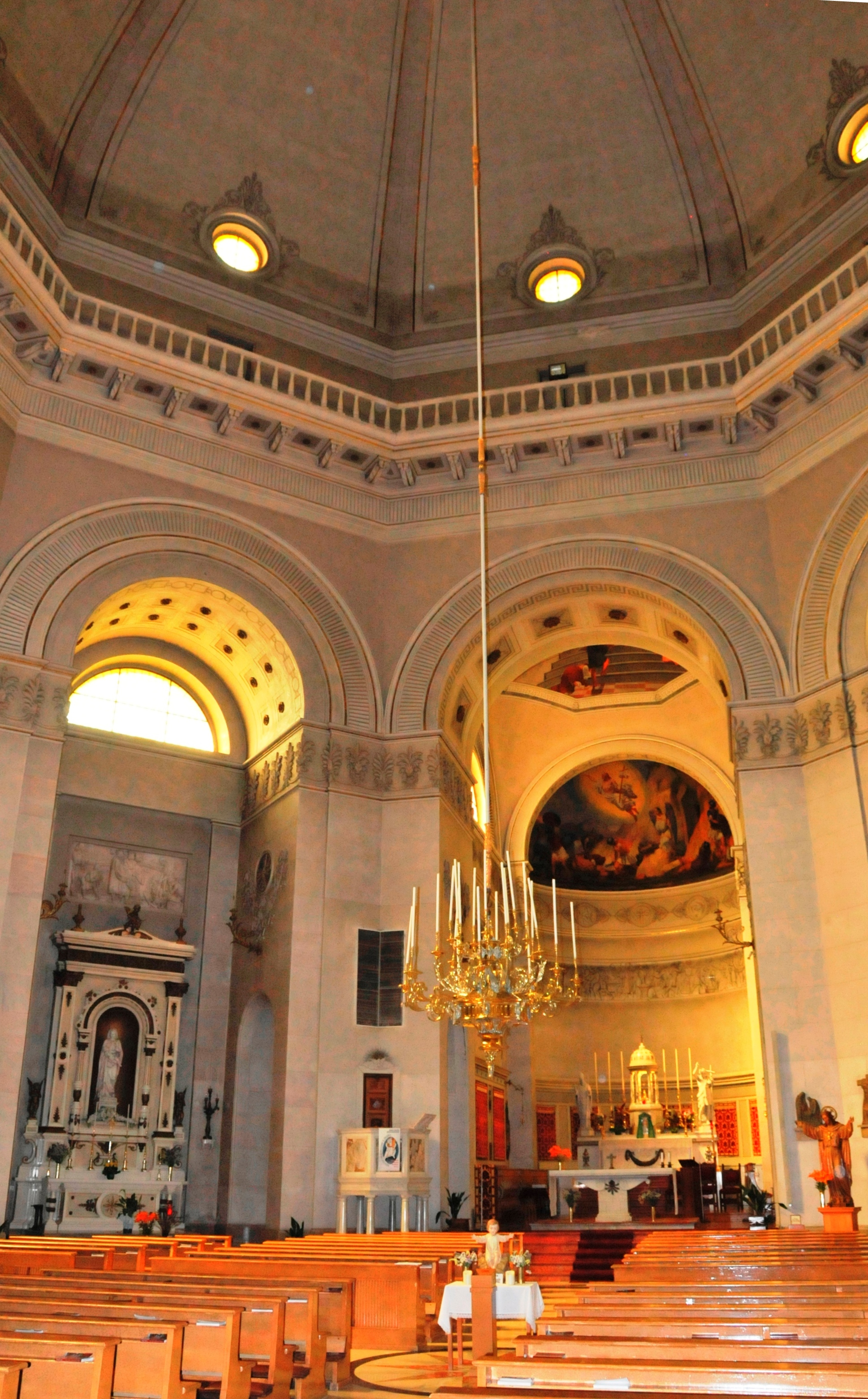
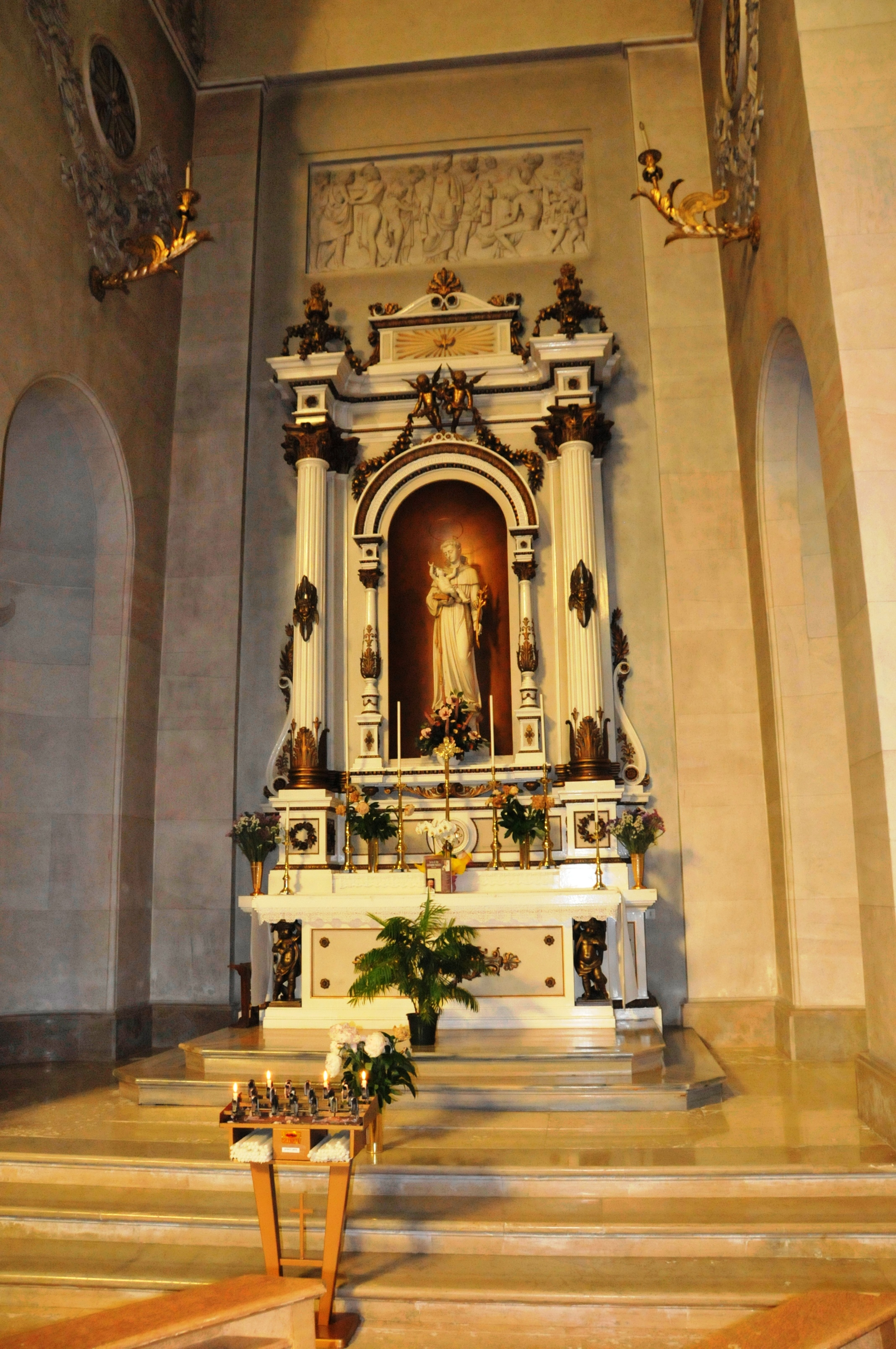
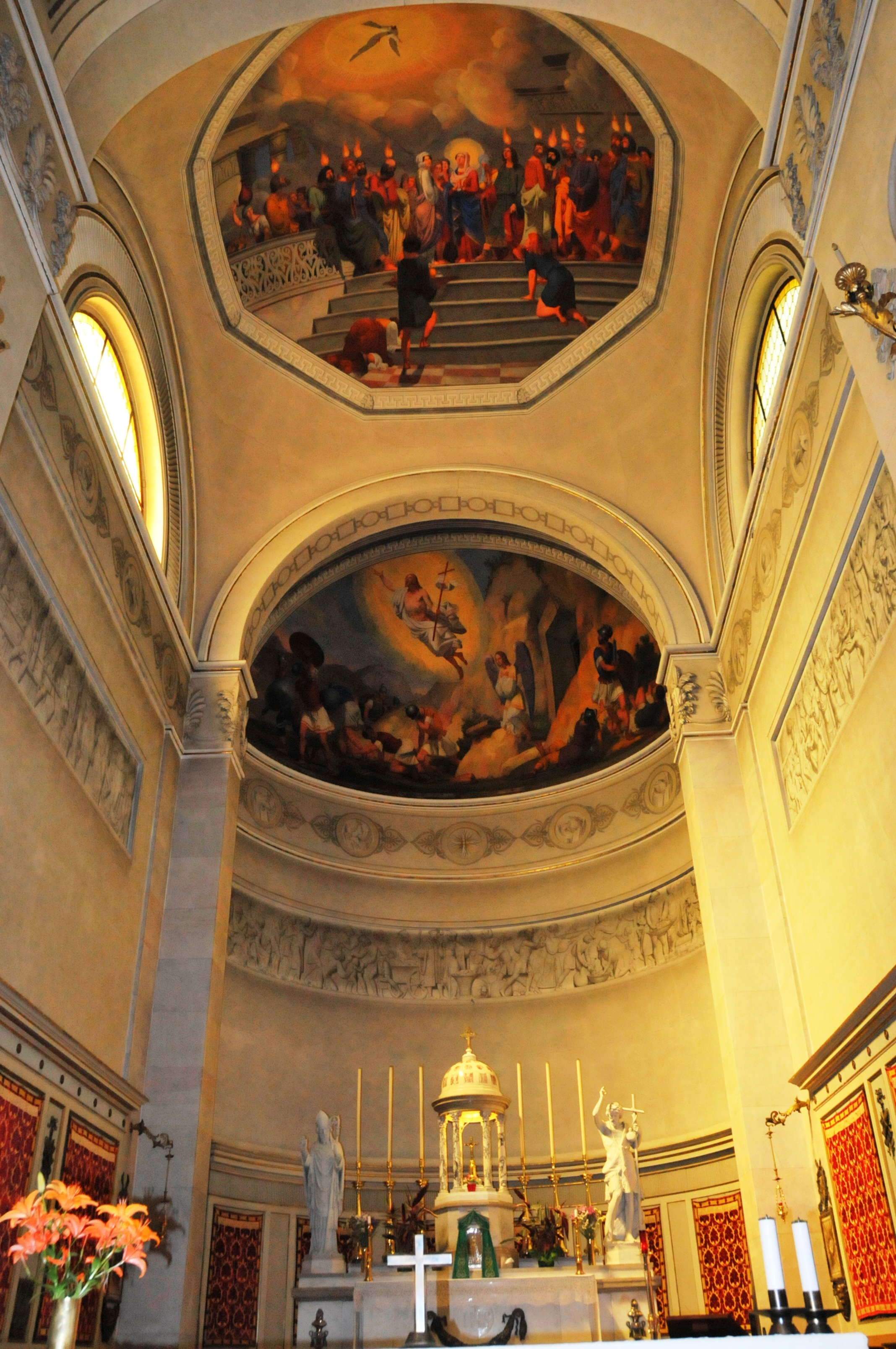
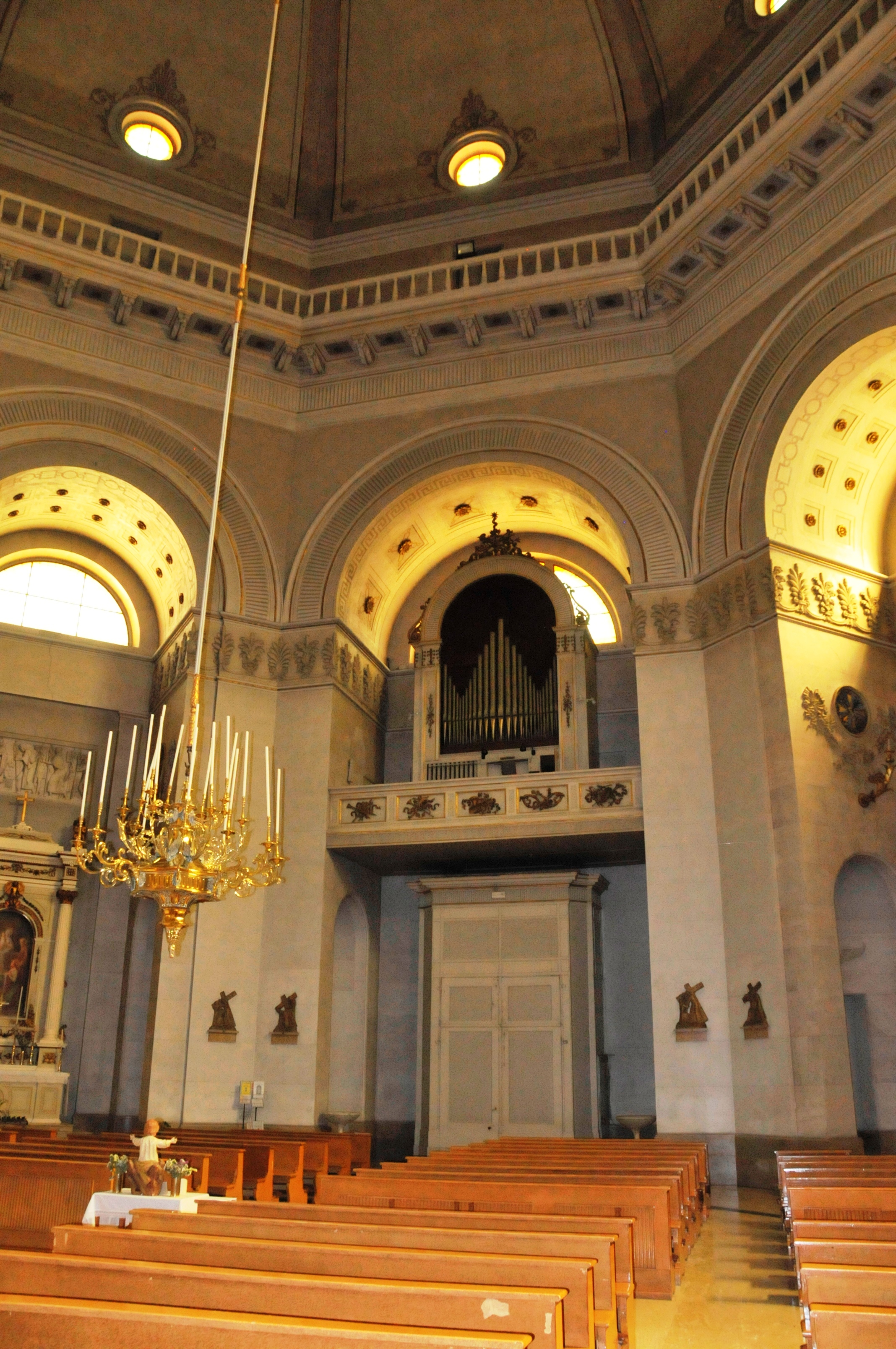

Kirche San Lucano Vescovo

## Sport
1946, 1948, 1953 und 1973 war Auronzo Etappenziel des Giro d’Italia. Weiters ist der Ort bei Wassersportlern beliebt, jährlich finden hier ein Kanurennen und ein Motorbootrennen statt. Im Winter gibt es ein Skigebiet mit einer Gesamtpistenlänge von elf Kilometern, das dem Skigebietsverbund Dolomiti Superski angehört und zahlreiche Langlaufloipen.

## Verkehr
Durch Auronzo di Cadore führt die Strada Regionale 48 delle Dolomiti, die ehemalige SS 48, die wenige Kilometer südlich in die Strada Statale 52 Carnica mündet.

## Persönlichkeiten
- Giuseppe Puliè (* 1964), Skilangläufer
- Violetta Caldart (* 1969), Curlerin
- Marco De Filippo (* 1990), Eishockeyspieler